# Maros Miklós
Maros Miklós (Pécs, 1943. november 14. –) Svédországban élő magyar zeneszerző, Maros Rudolf fia, Maros Éva hárfaművész testvére.

## Élete
A budapesti Bartók Béla Konzervatóriumban Sugár Rezső növendéke volt. A Zeneakadémián 1963 és '67 között Szabó Ferenc zeneszerzés-növendéke volt. 1968-ban emigrált Svédországba. Tovább tanult Ingvar Lidholmnál és Ligeti Györgynél a stockholmi zeneművészeti főiskolán.
A hetvenes években zeneszerzést és elektronikus zenét oktatott Stockholmban. 1972-ben feleségével megalapította kortárszenei együttesét, a Maros Ensemble-t.
1980–81-ben DAAD-ösztöndíjjal Nyugat-Berlinben élt. 1981 óta szabadúszó zeneszerző.

## Kitüntetései, díjai
- 1991 – Svéd Állami Életjáradék
- 2004 – Christ Johnson Zenei Díj
- 2013 – Rosenberg-díj

## Művei
- négy szimfónia
- tizenöt zenekari koncert
- Kastrater /Kasztráltak/ - opera
- kammaraművek
- szólóművek
- vokalis művek
- elektróakusztikus művek

## Külső hivatkozások
- a zeneszerző saját oldala (angol nyelven)
- Maros Miklós a bach-cantatas.comon
- Maros Miklós a BMC honlapján